# Рентгенівські подвійні

Уявлення художника про акреційний диск рентгенівської подвійної

Рентгенівські подвійні зорі — клас подвійних зір, досить яскравих на рентгенівських хвилях. У рентгені випромінює речовина, яка падає з зорі-донора (зазвичай, звичайної зорі), на інший компонент системи — компактну зорю-акретор (переважно нейтронну зорю чи чорню діру). Падаюча речовина вивільняє гравітаційну потенціальну енергію у розмірі до декількох десятих частин її маси спокою, внаслідок чого розігрівається до такої температури, що максимум випромінювання лежить у рентгенівському діапазоні (для порівняння, ядерний синтез водню вивільняє лише 0,7 % маси спокою).
Тривалість існування та коефіцієнт передачі маси у рентгенівській подвійній зорі залежить від еволюційної стадії зорі-донора, співвідношення мас між компонентами системи та їх орбітальної відстані.
За оцінками астрономів, з типової маломасивної рентгенівської подвійної зорі на секунду випромінюється 1041 позитронів.

## Класифікація
Рентгенівські подвійні поділяють на декілька підкласів (що інколи перетинаються) з метою краще відобразити фізику процесів їх функціонування. Класифікація (масивні, середні, малі) побудована за масою оптично видимої зорі-донора, а не компактної зорі-акретора, з якої відбувається випромінювання.
- Маломасивні рентгенівські подвійні (англ. Low-Mass X-ray Binaries, LMXB):
  - м'які рентгенівські тимчасові (англ. Soft X-ray transients, SXT);
  - симбіотичні рентгенівські подвійні;
  - надм'які джерела рентгенівського випромінювання (англ. Super soft X-ray sources, SSS) або надм'які рентгенівські подвійні (англ. Super soft X-ray binary, SSXB)[6];
- Рентгенівські подвійні середньої маси (англ. Intermediate-Mass X-ray Binaries, IMXB)
- Масивні рентгенівські подвійні (англ. High Mass X-ray Binaries, HMXB):
  - Be-рентгенівські подвійні (англ. Be-X-ray Binaries, BeXRB);
  - надгіганти-рентгенівські подвійні (англ. SuperGiant X-ray Binaries, SGXB);
  - надгіганти-швидкі рентгенівські тимчасові (англ. Supergiant Fast X-ray Transients, SFXT)[7][8];
- Інші:
  - барстери (рентгенівські спалахуючі);
  - рентгенівські пульсари;
  - мікроквазари (рентгенівські подвійні зорі з радіо-струменем).

## Маломасивні рентгенівські подвійні
Маломасивні рентгенівські подвійні (LMXB) — це подвійні зоряні системи, одним з компонентів яких є нейтронна зоря (або чорна діра), а другим, донором, — зоря масою менше двох мас Сонця, яка здебільшого заповнила свою порожнину Роша та втрачає речовину через точку Лагранжа. Донор має меншу масу, ніж компактний об'єкт, та може бути зорею на головній послідовності, виродженим карликом (часто білий карлик), або (зрідка) старою зорею (червоним гігантом). У Чумацькому Шляху знайдено близько 200 таких подвійних,, з них 12 — у кулястих скупченнях. Рентгенівська обсерваторія Чандра знайшла маломасивні рентгенівські подвійні в багатьох далеких галактиках.
Типова маломасивна рентгенівська подвійна випромінює майже всі свої хвилі у рентгенівському діапазоні, а у видимому — менше одного відсотка. Видима зоряна величина переважно становить від +15 до +20; найяскравішою частиною системи є акреційний диск довкола компактного об'єкта, а зоря-донор майже не видима. Орбітальні періоди таких подвійних становлять від 10 хвилин до сотень днів.
Підкласи:
- рентгенівська нова або м'яка рентгенівська тимчасова (SXT) складається з компактного об'єкта (нейтронної зорі чи чорної діри) та червоного карлика. Більшість часу рентгенівське випромінювання такої подвійної системи нижче межі виявлення[1]. Із інтервалом від років до десятиліть світність в оптичному й рентгенівському діапазоні зростає більше ніж у 1000 разів. Механізм спалахів імовірно полягає в нестабільності акреційного диску довкола компактного об'єкта. Під час спалаху речовина акреційного диску випадає на компактний об'єкт, як у карликових нових, тому їх назвали «рентгенівськими новими»;
- симбіотичні рентгенівські подвійні складаються з компактного об'єкта та червоного гіганта, який перебуває або на відгалуженні червоних гігантів або на асимптотичному відгалуженні. Перетікання речовини на компактний об'єкт від таких розвинених зір відбувається переважно за рахунок зоряного вітру. Повільні періоди обертання нейтронних зір у таких рентгенівських подвійних (до 18 000 секунд) можуть бути наслідком лише сферично-симетричної акреції (без утворення акреційного диску), внаслідок чого рентгенівська світність не перевищує 1036 ерг/секунду при типовому коефіцієнті акреції 10−13 мас Сонця на рік. З огляду на радіуси червоних гігантів, симбіотичні рентгенівські подвійні мають найдовші відомі орбітальні періоди (до 30 000 днів)[11]. Рентгенівське випромінювання у таких подвійних виникає внаслідок падіння речовини на нейтронну зорю або внаслідок термоядерного витоку під час спалаху симбіотичної нової;
- надм'які джерела випромінювання (SSS) випромінюють у рентгенівському діапазоні з енергією між 0,09 та 2,5 кеВ. Це головним чином білі карлики з безперервним горінням водню на їх поверхні. Більшість SSS — тісні подвійні системи, в яких із зорі-донора на компактний об'єкт (білий карлик) постійно випадає достатньо речовини. Такими системами можуть бути поляри, карликові нові та симбіотичні зорі. Крім того, тимчасове надм'яке рентгенівське випромінювання трапляється у нових зір та карликових нових. Також до надм'яких джерел належать білі карлики на стадії охолодження, хоча вони й не входять до складу подвійних систем. Це ядра старих зір, які нещодавно оголилися й спочатку мають настільки високу температуру, що частина їх теплового випромінювання лежить у діапазоні м'яких рентгенівських хвиль. Такі молоді білі карлики іноді є центральними зорями планетарних туманностей.

Окремим рідкісним підкласом маломасивних рентгенівських подвійних є акретуючі мілісекундні рентгенівські пульсари (AMXP), які є безпосередніми попередниками мілісекундних пульсарів. У таких системах від зорі-донора до нейтронної зорі шляхом акреції передається не лише речовина, а й кутовий момент, що веде до зростання швидкості обертання та пульсацій рентгенівського випромінювання, яке утворюється ударними фронтами над магнітними полюсами нейтронної зорі. Коли перетікання речовини завершується, нейтронна зоря стає мілісекундним пульсаром. Зорями-донорами можуть бути коричневий карлик, білий карлик, гелієва зоря та червоний карлик, які обертаються довкола нейтронної зорі з періодом від 50 хвилин до 20 годин.

## Рентгенівські подвійні середньої маси
Рентгенівські подвійні середньої маси (IMXB) — це подвійні зоряні системи, одним з компонентів яких є нейтронна зоря або чорна діра, а другим — зоря середньої маси
спектрального класу A або F. Такі рентгенівські подвійні трапляються надзвичайно рідко, тому що фази з сильним зоряним вітром (як у масивних рентгенівських подвійних) є дуже короткими, а передача маси через межу Роша (як у маломасивних рентгенівських подвійних) є нестабільною. Оскільки компактний об'єкт має більшу масу, ніж зоря-донор, їх орбіта поступово скорочується, що збільшує коефіцієнт передачі речовини. У результаті періоди часу з досить сильною масопередачею є дуже короткими. Крім того, у разі передачі маси через межу Роша рентгенівські хвилі випромінюються під час падіння речовини на компактний об'єкт або на внутрішньому боці акреційного диску, але через високий коефіцієнт передачі маси часто одразу поглинаються навколозоряною речовиною.

## Масивні рентгенівські подвійні
Масивні рентгенівські подвійні (HMXB) — це подвійні зоряні системи, які сильно випромінюють на рентгенівських хвилях, та в яких зоря-донор є масивною: найчастіше зорею спектрального класу O чи B, Be-зорею або блакитним надгігантом. Акретор є компактною нейтронною зорею або чорною дірою.
Частина зоряного вітру масивної нормальної зорі захоплюється компактним об'єктом та випромінює на рентгенівських хвилях при падінні на нього.
У таких рентгенівських подвійних масивна зоря домінує у видимому світлі, а компактний об'єкт домінує в рентгенівському випромінюванні. Оскільки масивні зорі є дуже яскравими, такі системи досить легко зафіксувати.
Підкласи:
- Be-рентгенівські подвійні (BeXRB) складаються з компактної зорі та Be-зорі, яка час від часу через швидке обертання та пульсації викидає речовину, яка утворює довкола цієї ранньої зорі екваторіальне газове кільце. Коли компактна зоря (найчастіше — нейтронна) проходить через це кільце, на неї відбувається акреція, яка створює спалах на рентгенівських хвилях[17];
- надгіганти-рентгенівські подвійні (SGXB) складаються з компактної зорі та надгіганта з сильним зоряним вітром з коефіцієнтом втрати маси між 10−8 та 10−6 мас Сонця на рік та швидкостями витікаючих газів до 2 000 км/с. Компактна зоря у такій подвійній системі є нейтронною зорею, а сама система SGXB є тісною та, через сильне падіння речовини на акретор, яскравою в рентгенівському діапазоні;
- надгіганти-швидкі рентгенівські тимчасові (англ. Supergiant Fast X-ray Transients, SFXT) складаються з нейтронної зорі та OB-надгіганта. Ця група рентгенівських подвійних показує швидке зростання рентгенівського випромінювання під час спалаху (максимум досягається за хвилини). Спалахи тривають лише години, але світність у рентгенівському діапазоні до 10 000 разів більша світності у фазі спокою. Такі спалахи можуть бути наслідком наявності згустків речовини в зоряному вітрі ранніх надгігантів, проходу нейтронної зорі через екваторіальне газове кільце надгіганта чи магнітного прискорення пульсара[18][19].

Однією з найвідоміших масивних рентгенівських подвійних є Лебідь X-1, якого спочатку ідентифікували як кандидата в чорні діри. Інші приклади HMXB: Вітрила X-1 (не плутати з пульсаром Вітрила X) та 4U 1700-37.

## Інші

### Мікроквазар

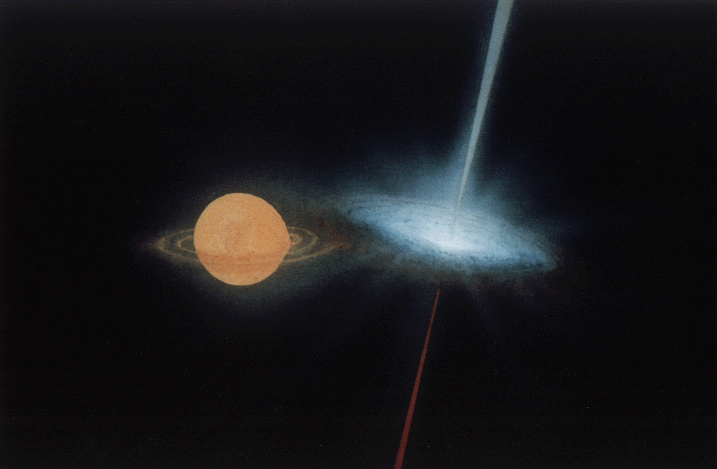
Уявлення художника про мікроквазар SS 433.

Мікроквазар (або рентгенівська подвійна, яка випромінює на радіохвилях) — названо так за деякі спільні характеристики з квазаром: потужне та змінне радіовипромінювання, яке часто є парою радіоджетів, та акреційний диск, який оточує компактний об'єкт (або чорну діру, або нейтронну зорю). У квазарів чорна діра в центрі є надмасивною (мільйони мас Сонця), а у мікроквазарів маса компактного об'єкта становить лише декілька сонячних. Оскільки у мікроквазарів акретована речовина походить зі звичайної зорі, акреційний диск дуже яскравий і у видимому, і у рентгенівському діапазонах. Деколи для вирізняння від інших рентгенівських подвійних мікроквазари називають радіоджетні рентгенівські подвійні. Частина радіо-емісії походить з релятивістських джетів, які часто демонструють видимий надсвітловий рух.
Мікроквазари є важливими для вивчення релятивістських струменів — джети формуються поруч із компактним об'єктом, а часова шкала поблизу компактних об'єктів є обернено пропорційною його масі. Тому коливання, які у квазара тривають сторіччя, у мікроквазара відбуваються за день.
Найбільш відомі мікроквазари:
- SS 433 (перший відкритий мікроквазар; його атомні випромінення видимі з обох джетів)[20];
- GRS 1915+105 (має надзвичайно високу швидкість джетів)[21];
- дуже яскравий Лебідь X-1;
- кандидат у мікроквазари LS I +61 303 (було відкрито, що він випромінює дуже високоенергетичні (англ. Very High Energy, VHE) гамма-промені, вперше відкрито джети не з чорної діри[22]). Надзвичайно високі енергії частинок можуть пояснюватись кількома механізмами прискорення частинок (див. механізм прискорення Фермі та центрифужний механізм прискорення).

### Рідкісні
- Надяскраві джерела рентгенівського випромінювання (англ. Ultraluminous X-ray sources, ULX) — джерела рентгенівського випромінювання зі світністю понад 1039ерг/сек, які за припущення про ізотропну емісію перевищують межу Едінгтона. Досі вони спостерігались лише поза Чумацьким Шляхом. З огляду на швидку змінність ULX, ймовірно вони є акретуючими чорними дірами у тісних подвійних системах. Рентгенівські джерела часто оточені емісійною туманністю, яка розширюється зі швидкістю бл. 100 км/с[23]. Світність цього класу рентгенівських подвійних настільки висока, що чорна діра має бути або масою від 100 до 10 000 мас Сонця, або чорною дірою зоряної маси, але з неізотропним випромінюванням на рентгенівських хвилях[24];
- ультракомпактні рентгенівські подвійні (англ. Ultracompact X-ray binaries, UCXB) складаються з білого карлика або субкарлика та нейтронної зорі з орбітальним періодом менше однієї години. Нейтронна зоря акретує багату на гелій речовину донора та обертається з періодом у частки секунди. У Чумацькому Шляху відомо 30 UCXB, які вважаються попередниками мілісекундних пульсарів[25];
- тьмяні рентгенівські перехідні (англ. Very Faint X-ray Transient, very-faint X-ray binary transients) — подвійні зорі, в яких акретор є компактним об'єктом (чорна діра чи, частіше, нейтронна зоря) з рентгенівською світністю між 1034 та 1036 ерг/сек та енергіями від 2 000 до 10 000 електронвольт. Така світність в 2-5 разів менше світності нормальної рентгенівської подвійної. Коефіцієнт акреції речовини становить максимум 10−13 мас Сонця на рік, тому донором є незвичайний супутник у подвійній системі — тут може йтися про гелієву зорю або планетарні тіла. Деякі маломасивні рентгенівські подвійні також демонструють фази з таким низьким коефіцієнтом акреції[26]. Через наявність спалахів типу І, вважається, що у більшості подвійних цього типу акретором є нейтронна зоря[27].